# فيلي وايت (لاعب كرة سلة)
فيلي وايت (20 أغسطس 1962 بممفيس في الولايات المتحدة - ) (بالإنجليزية: Willie White)‏ هو لاعب كرة سلة أمريكي في مركز مدافع مسدد الهدف. لعب مع دنفر ناغتس.

## وصلات خارجية
- فيلي وايت على موقع إن بي أي (الإنجليزية)
- فيلي وايت على موقع سبورتس رفرنس (الإنجليزية)
- فيلي وايت على موقع كلية كرة السلة في سبورتس رفرنس.كوم (الإنجليزية)
- فيلي وايت على موقع ريلجم (الإنجليزية)
- فيلي وايت على موقع بروبوليرز (الإنجليزية)